# Snekrokus
Snekrokus (Crocus tommasinianus), også skrevet Sne-Krokus, er en flerårig urt, som overvintrer ved hjælp af en rodknold.

## Beskrivelse
De grundstillede blade er linjeformede med hel, oprullet rand og parallelle bladribber. Oversiden er mørkegrøn med en tydelig, hvid stribe ned langs midten af bladet. Undersiden er ensfarvet græsgrøn.
Blomstringen sker – alt efter forholdene – i februar-marts. Blomsten sidder enligt i midten af bladrosetten. Den er regelmæssig og 3-tallig, idet dog kron- og bægerblade er helt ens og ikke til at skelne fra hinanden. Blosterbladenes farve er lysviolet til lilla med en lidt lysere yderside. Blomsten er ikke stribet. Frugten er en trerummet kapsel med mange frø.
Ud over det trævlede rodnet findes der en overvintringsknold i jorden.
Højde x bredde og årlig tilvækst: 0,10 x 0,05 m (10 x 5 cm/år).

## Hjemsted
Snekrokus er naturligt udbredt i Sydungarn, Kroatien, Bosnien, Serbien og Bulgarien, hvor den vokser på kalkbund enten i fugtige skove, domineret af løvfældende træer, eller på let skyggede klippeområder i 300-1.500 m højde. Desuden er planten naturaliseret i andre dele af Europa, hvor den er spredt fra dyrkning.
Arten vokser på Kurtçali højderne (485 m), som ligger i den vestlige udkant af byen Balıkesir i Marmara regionen i det nordvestlige hjørne af Lilleasien. Her findes den i en tør, åben vegetation sammen med bl.a. Aegilops ovata (en art af gedeøje), draphavre, fennikel, alm. figen, alm. kællingetand, liguster, balkananemone, Crocus pallasii, Crocus pulchellus (arter af krokus), Ephedra major (en art af ledris), etruskisk gedeblad, farvegåseurt, fransk anemone, Fritillaria bithynica (en art af Fritillaria), glatbladet tidselkugle, gul snerre, hvid morbær, kantet perikon, karteusernellike, knoldet mjødurt, lav iris, mandel, middelhavsene, nikkende tidsel, orientalsk hvidtjørn, rosenløg, smalbladet lupin, tætblomstret hindebæger og ægte jasmin

## Anvendelse
Snekrokus kan bruges som prydplante under trægrupper, busketter, plæner og stenbede. Der findes sorter med lidt afvigende blomsterfarver: purpur, lavendelblå og violet med hvide spidser samt rent hvid.
| Portal | Portal:Botanik |

## Note
1. ↑  Süleyman Sönmez: Kurtçalı Tepe (Balıkesir) Ağaçlandırma Sahasında Vejetasyonun Süksesyonel Değişimi ve Floristik Gözlemler Arkiveret 10. marts 2016 hos  Wayback Machine (tyrkisk)

## Eksterne links
- Naturbasen - Billeder og udbredelse i Danmark af Snekrokus
- The Alpine House: Crocus tommasinianus Arkiveret 30. oktober 2008 hos  Wayback Machine.